# Irving W. Small
Irving Wheeler Small (19. července 1891, Cambridge, Massachusetts – 12. prosince 1955, Monrovia, Kalifornie) byl americký reprezentační hokejový obránce.
S reprezentací USA získal jednu stříbrnou olympijskou medaili (1924).

## Úspěchy
- Stříbro na Letních olympijských hrách - 1924